# Amor a los 40
Amor a los 40 (título original: Something in Common) es un telefilme estadounidense de drama y romance de 1986, dirigido por Glenn Jordan, escrito por Susan Rice, musicalizado por John Addison, en la fotografía estuvo Kees Van Oostrum y los protagonistas son Ellen Burstyn, Tuesday Weld y Patrick Cassidy, entre otros. Este largometraje fue producido por Freyda Rothstein Productions, Litke/Grossbart Productions y New World Television; se estrenó el 2 de noviembre de 1986.

## Sinopsis
Un joven y una agradable cuarentona se enamoran. Cuando él le cuenta a su madre no le cae para nada bien, y cuando la novia va a conocer a la madre, esta se sobresalta. Aceptar la decisión de su hijo va a ser algo difícil.